# Milan Rodić
Milan Rodić - em sérvio, Милан Родић (Drvar, 2 de abril de 1991), é um futebolista sérvio, nascido na Bósnia e Heregovina, que atua com lateral-esquerdo. Atualmente joga pelo Estrela Vermelha.

## Carreira
Foi convocado para defender a Seleção Sérvia de Futebol na Copa do Mundo de 2018.